# Anisozyga subvenusta
Anisozyga subvenusta är en fjärilsart som beskrevs av W. Warren 1899. Anisozyga subvenusta ingår i släktet Anisozyga och familjen mätare. Inga underarter finns listade i Catalogue of Life.